# Taganrog
Taganrog (in russo Таганрог?, [təɡʌnˈrɔk]; in ucraino Таганріг?, Tahanrih) è una città portuale della Russia meridionale, nella regione di Rostov.

## Geografia
Si affaccia sul golfo omonimo del Mare d'Azov a ponente del delta del Don. Taganrog è situata a 75 km a ovest del capoluogo regionale Rostov.

### Clima
| Taganrog (1991-2020) Fonte:  | Mesi         | Mesi         | Mesi         | Mesi        | Mesi        | Mesi        | Mesi        | Mesi        | Mesi        | Mesi         | Mesi         | Mesi         | Stagioni | Stagioni | Stagioni | Stagioni | Anno  |
| Taganrog (1991-2020) Fonte:  | Gen          | Feb          | Mar          | Apr         | Mag         | Giu         | Lug         | Ago         | Set         | Ott          | Nov          | Dic          | Inv      | Pri      | Est      | Aut      | Anno  |
| ---------------------------- | ------------ | ------------ | ------------ | ----------- | ----------- | ----------- | ----------- | ----------- | ----------- | ------------ | ------------ | ------------ | -------- | -------- | -------- | -------- | ----- |
| T. max. media (°C)           | 0,1          | 1,3          | 7,0          | 15,4        | 22,2        | 27,1        | 29,9        | 29,5        | 22,9        | 15,0         | 6,8          | 1,7          | 1,0      | 14,9     | 28,8     | 14,9     | 14,9  |
| T. media (°C)                | −2,5         | −1,9         | 3,2          | 10,9        | 17,6        | 22,3        | 24,7        | 24,1        | 18,0        | 11,0         | 3,8          | −0,9         | −1,8     | 10,6     | 23,7     | 10,9     | 10,9  |
| T. min. media (°C)           | −4,5         | −4,2         | 0,5          | 7,5         | 13,6        | 18,0        | 20,2        | 19,4        | 13,8        | 7,9          | 1,6          | −2,8         | −3,8     | 7,2      | 19,2     | 7,8      | 7,6   |
| T. max. assoluta (°C)        | 10,6 (1948)  | 15,6 (1966)  | 22,0 (2020)  | 28,4 (1970) | 35,8 (2007) | 37,4 (1924) | 40,5 (2020) | 40,5 (2010) | 35,6 (2010) | 30,5 (1999)  | 22,7 (1932)  | 14,5 (2012)  | 15,6     | 35,8     | 40,5     | 35,6     | 40,5  |
| T. min. assoluta (°C)        | −32,0 (1935) | −29,5 (1954) | −23,7 (1929) | −7,0 (1926) | −0,9 (1940) | 4,6 (1916)  | 9,6 (1956)  | 7,3 (1966)  | −0,2 (1956) | −10,3 (1912) | −20,9 (1931) | −26,1 (1945) | −32,0    | −23,7    | 4,6      | −20,9    | −32,0 |
| Precipitazioni (mm)          | 58           | 48           | 45           | 39          | 51          | 59          | 39          | 36          | 49          | 42           | 49           | 56           | 162      | 135      | 134      | 140      | 571   |
| Ore di soleggiamento mensili | 60           | 80           | 129          | 195         | 271         | 293         | 318         | 305         | 237         | 158          | 70           | 44           | 184      | 595      | 916      | 465      | 2 160 |

## Storia
La città moderna fu fondata ufficialmente il 12 settembre 1698 dallo zar Pietro il Grande, diventando la prima base della Marina imperiale russa. La crescita e lo sviluppo della città sono stati strettamente legati alla storia dell'Impero russo, con la sua lotta secolare per l'accesso ai mari meridionali. Sotto il regno di Caterina la Grande Taganrog divenne sede della flottiglia di Azov e ottenne lo status di città nel 1775.
Nel XVIII secolo, con la conquista russa di regioni ad ovest, tra cui la Crimea, Taganrog perse la sua funzione strategica di porto militare. Nel 1802 lo zar Alessandro I garantì alla città uno status speciale. Grazie alla sua felice posizione geografica il porto dell città divenne un importante scalo per l'importazione del grano ucraino. Tra l'aprile ed il giugno 1855, nel corso della guerra di Crimea, fu ripetutamente attaccata e bombardata da una squadra navale anglo-francese. Grazie poi all'arrivo della ferrovia da Rostov, Taganrog fu scelta da alcuni investitori belgi e tedeschi per diventare sede di diverse attività industriali.
Alla fine della prima guerra mondiale, dopo una breve parentesi bolscevica, fu occupata dall'esercito tedesco da maggio ad agosto 1918. Con l'infuriare della guerra civile russa Taganrog fu conquistata da diversi eserciti. Nell'agosto 1918 passò infatti nelle mani dei Cosacchi del Don, mentre l'anno successivo fu scelta dal generale bianco Anton Denikin come base per le operazioni militari nella Russia meridionale. Infine, il 24 dicembre 1919, fu definitivamente occupata dall'Armata Rossa. Inclusa nel territorio della RSS Ucraina nel 1920, nel 1924 fu riassegnata alla RSFS Russa.
Durante la seconda guerra mondiale, nell'ottobre 1941, fu occupata da due divisioni di SS nell'ambito dell'operazione Barbarossa. Durante i primi giorni dell'occupazione nazista, la maggior parte della popolazione ebraica cittadina fu massacrata dalle SS Einsatzgruppen. Si stima che dal 1941 al 1943 circa 7 000 abitanti di Taganrog siano stati prelevati e uccisi nei dintorni dai tedeschi e dai loro collaborazionisti locali. Fu liberata dall'Armata Rossa il 30 agosto 1943. Al termine dell'occupazione la città era stata completamente devastata.
Alcuni sostengono erroneamente che nel 1954 la città di Taganrog venne ceduta dall'Ucraina alla Russia a titolo di compensazione nell'ambito di quell'operazione sovente definita di regalo della penisola di Crimea all'Ucraina da parte del segretario del PCUS Nikita Chruščёv.

## Monumenti e luoghi d'interesse

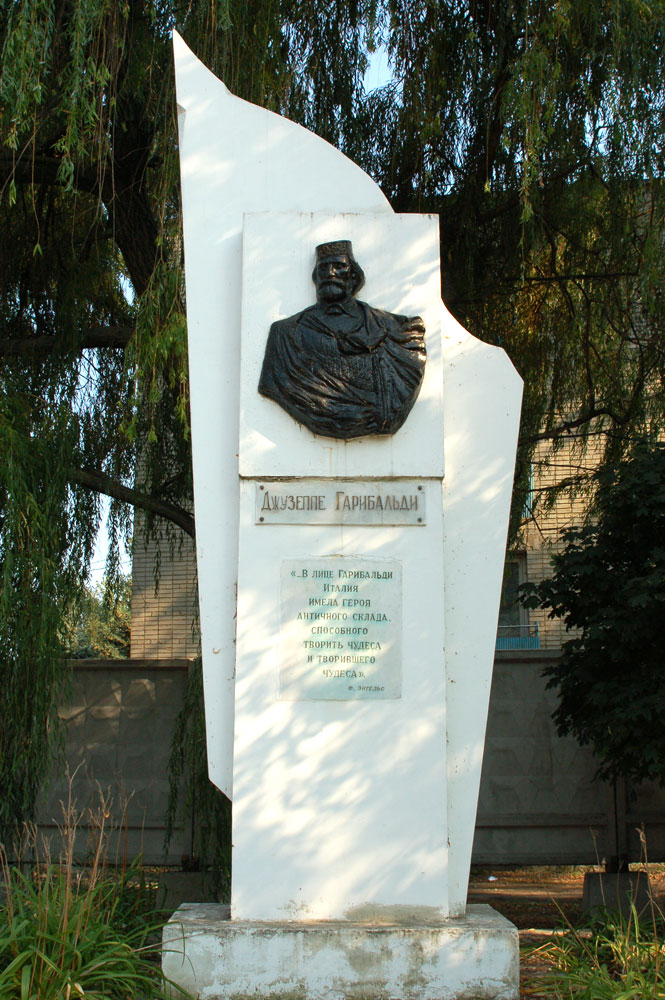
Il monumento a Garibaldi

- Scalinata Depaldo, costruita dall'architetto italiano Francesco Boffo nel 1823 e finanziata dal mercante greco Gerasim Depaldo.
- Palazzo Alferaki
- Palazzo di Alessandro I, ex-residenza dello zar che qui morì nel 1825.
- Chiesa di San Nicola, costruita tra il 1777 ed il 1778.
- Casa di Čajkovskij
- Monumento a Garibaldi, fu edificato nel 1961 in ricordo del suo passaggio nella città.[7][8][9] Infatti, quale comandante di un piccolo bastimento chiamato Clorinda, Garibaldi visitò Taganrog alcune volte nel 1831 e nel 1833.[8] Il suo soggiorno nella città fu particolarmente fruttuoso: è qui che in un'osteria presso il porto il giovane Garibaldi conobbe alcuni immigrati italiani che appartenevano all'organizzazione Giovine Italia.[9] In seguito agli incontri avuti con loro, Garibaldi scoprì una nuova realtà sulla situazione italiana del periodo e quindi iniziò a pianificare una strategia di lotta per unificare l'Italia e liberarla dallo straniero.[N 1]

## Cultura

### Istruzione

#### Musei
- Casa natale di Anton Čechov
- Museo d'Arte
- Museo d'Architettura e Urbanistica
- Museo Letterario A. P. Čechov
- Museo Militare
- Museo dell'Aviazione

## Società

### Evoluzione demografica[10]
Questo grafico non è disponibile a causa di un problema tecnico.
Si prega di non rimuoverlo.

## Economia
Oggi Taganrog è un centro industriale e culturale importante della Russia meridionale. La città dispone di una vasta rete di istituti educativi. Situata sulle rive del golfo omonimo, a circa 70 km da Rostov sul Don, Taganrog ha altresì una forte vocazione turistica e balneare.

## Amministrazione

### Gemellaggi
- Antracyt, dal 2012
- Badenweiler, dal 2002
- Červen Brjag, dal 1963
- Jining, dal 2009
- Charcyz'k, dal 2009
- Lüdenscheid, dal 1991

## Galleria d'immagini

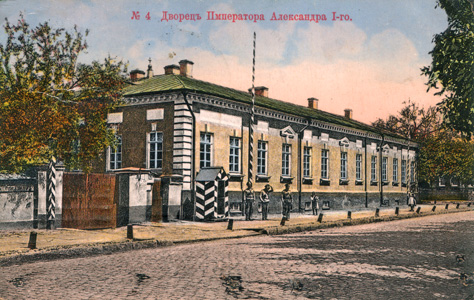
Palazzo di Alessandro I (1806).
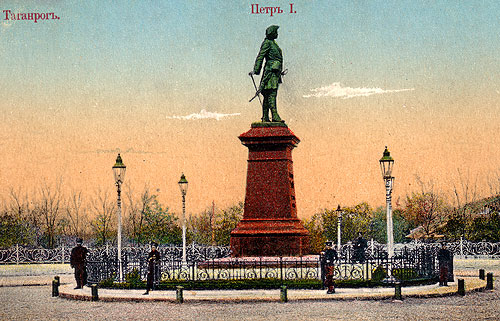
Monumento a Pietro il Grande (1903).
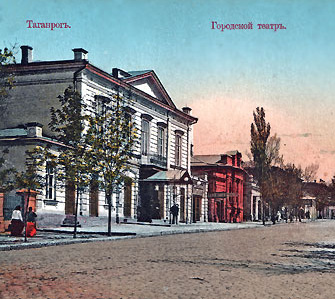
Teatro di Taganrog (Opera Italiana dal 1866 al 1875).
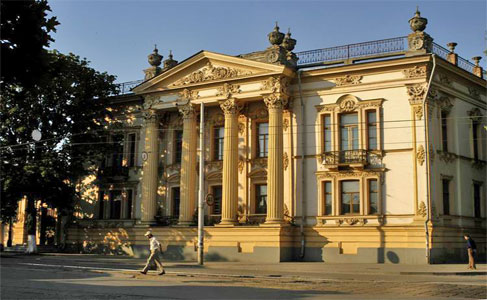
Palazzo di Achilles Alferaki (1848).
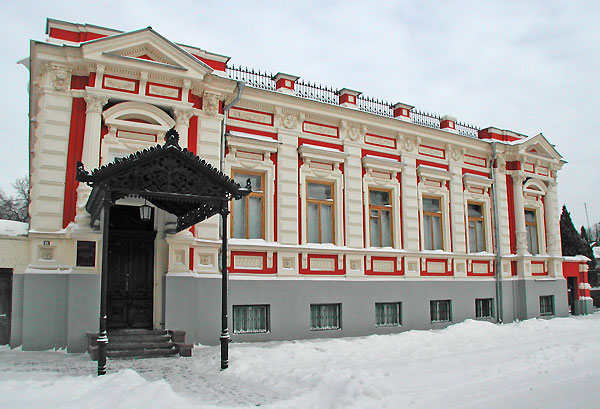
Museo dell'arte di Taganrog (1870).